# John Cavendish
Pour les articles homonymes, voir Cavendish.
John Cavendish, né le 22 octobre 1732 et mort le 18 décembre 1796, est un homme d'État britannique.

## Biographie
Fils cadet de William Cavendish (3e duc de Devonshire) et frère du premier ministre William Cavendish (4e duc de Devonshire), il suit ses études à Hackney et à Peterhouse (Cambridge).
Il est membre de la Chambre des communes de 1754 à 1796. Il est Chancelier de l'Échiquier en 1782 puis en 1783. Il est admis au Conseil privé en 1782.
Il meurt célibataire et sans enfants.

## Sources
- (en) Cet article est partiellement ou en totalité issu de l’article de Wikipédia en anglais intitulé « Lord John Cavendish » (voir la liste des auteurs).